# Matrimonio a prima vista Italia (quattordicesima edizione)
La quattordicesima edizione del reality show Matrimonio a prima vista Italia è andata in onda in prima serata su Real Time dal 16 aprile all'11 giugno 2025, per nove puntate.
Il programma è condotto con la presenza di tre esperti: Mario Abis (come sociologo) e Nada Loffredi (come sessuologa e psicoterapeuta) - per la quattordicesima volta consecutiva, e di Andrea Favaretto (come life coach), per l’ottava volta.
L'edizione viene resa, inoltre, disponibile in anteprima, con cadenza di un episodio a settimana (ad eccezione dei primi due - pubblicati contemporaneamente), sulla piattaforma digitale Discovery+, a partire dal 9 aprile 2025.

## I partecipanti
| Coppia | Coppia             | Età | Professione                            | Città           | Stato            | Stato            |
| n°     | Sposi              | Età | Professione                            | Città           | Decisione Finale | Dopo alcuni mesi |
| ------ | ------------------ | --- | -------------------------------------- | --------------- | ---------------- | ---------------- |
| 1      | Sara Di Lernia     | 28  | Cassiera                               | Nova Milanese   | Sposati          | Sposati          |
| 1      | Nicola Todde       | 32  | Operaio                                | San Polo d'Enza | Sposati          | Sposati          |
| 2      | Adele Carlucci     | 25  | Oss                                    | Cento           | Sposati          | Divorziati       |
| 2      | Giorgio Badaracco  | 40  | Supervisore di terra                   | Focene          | Sposati          | Divorziati       |
| 3      | Francesca Ricasoli | 30  | Commessa                               | Roma            | Sposati          | Divorziati       |
| 3      | Alessandro Adriani | 37  | Presidente di un'associazione sportiva | Ciampino        | Sposati          | Divorziati       |

## Ascolti
| Episodi | Nome episodio                                               | Messa in onda  | Telespettatori | Share |
| ------- | ----------------------------------------------------------- | -------------- | -------------- | ----- |
| 1       | Il primo matrimonio                                         | 16 aprile 2025 | 546 000        | 2,90% |
| 2       | Il secondo matrimonio e il primo viaggio di nozze           | 16 aprile 2025 | 509 000        | 3,60% |
| 3       | Il terzo matrimonio e ultime partenze per i viaggi di nozze | 23 aprile 2025 | 489 000        | 2,40% |
| 4       | Luna di miele e prima convivenza                            | 30 aprile 2025 | 425 000        | 2,10% |
| 5       | Le convivenze                                               | 7 maggio 2025  | 454 000        | 2,50% |
| 6       | La reunion                                                  | 14 maggio 2025 | 452 000        | 2,20% |
| 7       | A un passo dalla scelta finale                              | 28 maggio 2025 | 473 000        | 2,50% |
| 8       | La scelta finale                                            | 4 giugno 2025  | 485 000        | 2,70% |
| 9       | E poi...                                                    | 11 giugno 2025 | 482 000        | 2,80% |
| Media   | Media                                                       | Media          | 479 000        | 2,63% |